# Saint-Hernin
Saint-Hernin è un comune francese di 780 abitanti situato nel dipartimento del Finistère nella regione della Bretagna.

## Società

### Evoluzione demografica
Abitanti censiti